# Habitatge al carrer de la Creu, 22 (Santa Maria de Palautordera)
L'Habitatge al carrer de la Creu, 22 és una obra de Santa Maria de Palautordera (Vallès Oriental) protegida com a Bé Cultural d'Interès Local.

## Descripció
Aquesta casa forma part d'un conjunt de tres cases del tram més antic del carrer.
Es tracta d'un edifici amb coberta a dues vessants i el carener paral·lel però sense ràfec. Consta de planta baixa, pis i golfes. La porta d'accés correspon a un gran portal rectangular amb marc emblanquinat i porta de fusta notable. Al primer pis trobem dues obertures, una finestra senzilla i un finestral amb sortida a un balcó. A les golfes només hi ha dues petites obertures quadrades. Una motllura correguda marca la separació entre plantes.